# جائزة هولندا الكبرى 1983
جائزة هولندا الكبرى 1983 هو سباق فورمولا 1 أقيم بتاريخ 28 أغسطس 1983 في حلبة بارك زانتفورت، هولندا. كان الثاني عشر من أصل 15 في بطولة العالم لسباقات الفورمولا واحد موسم 1983. حلّ الفرنسي رينيه أرنو أولا بينما جاء الفرنسي باتريك تامباي في المركز الثاني وحصل على المركز الثالث البريطاني جون واتسون.